# Шешекін Тауншип (округ Бредфорд, Пенсільванія)
Шешекін Тауншип (англ. Sheshequin Township) — селище (англ. township) в США, в окрузі Бредфорд штату Пенсільванія. Населення — 1298 осіб (2020).

## Демографія
Згідно з переписом 2010 року, у селищі мешкало 1348 осіб у 536 домогосподарствах у складі 372 родин. Було 613 помешкання
Расовий склад населення:
| - 97,5 % — білих - 0,9 % — корінних американців - 0,1 % — чорних або афроамериканців - 0,1 % — азіатів |

До двох чи більше рас належало 1,0 %. Частка іспаномовних становила 1,4 % від усіх жителів.
За віковим діапазоном населення розподілялося таким чином: 22,0 % — особи молодші 18 років, 62,0 % — особи у віці 18—64 років, 16,0 % — особи у віці 65 років та старші. Медіана віку мешканця становила 43,5 року. На 100 осіб жіночої статі у селищі припадало 101,5 чоловіків;  на 100 жінок у віці від 18 років та старших — 96,8 чоловіків також старших 18 років.
Середній дохід на одне домашнє господарство  становив 72 020 доларів США (медіана — 53 214), а середній дохід на одну сім'ю — 72 380 доларів (медіана — 59 141). За межею бідності перебувало 4,8 % осіб, у тому числі 0,0 % дітей у віці до 18 років та 13,1 % осіб у віці 65 років та старших.
Цивільне працевлаштоване населення становило 617 осіб. Основні галузі зайнятості: освіта, охорона здоров'я та соціальна допомога — 23,3 %, виробництво — 18,5 %, будівництво — 11,8 %, роздрібна торгівля — 11,0 %.